# Margaret Heckler
Margaret Mary Heckler (Nova Iorque, 21 de junho de 1931 - 6 de agosto de 2018) foi uma política estadunidense do Partido Republicano que representou Massachusetts na Câmara dos Representantes dos Estados Unidos de 1967 a 1983 e atuou como Secretária de Saúde e Serviços Humanos e embaixadora da Irlanda sob o presidente Ronald Reagan.
Margaret M. Heckler, uma representante republicana moderada que lutou pela promoção dos direitos das mulheres no Congresso antes de ser indicada - e posteriormente pressionada a deixar o cargo - como Secretária de Saúde e Serviços Humanos durante o governo Reagan, faleceu na segunda-feira em um hospital na Virgínia. Ela tinha 87 anos de idade.
Em 1977, ela desempenhou um papel fundamental na fundação da Bancada Feminina do Congresso. Posteriormente, esta iniciativa evoluiu ao ponto de admitir membros do sexo masculino, transformando-se na Bancada do Congresso dedicada a abordar questões relacionadas às mulheres.
Sua permanência no Departamento de Saúde e Serviços Humanos foi notavelmente curta. Ela desempenhou suas funções por aproximadamente 31 meses antes de ser compelida a renunciar sob a pressão de Donald T. Regan, então chefe de gabinete da Casa Branca, que alegou que ela não havia demonstrado habilidades de gestão eficazes. Além disso, outros conservadores em Washington a criticaram, alegando que ela não compartilhava plenamente a visão ideológica dos programas do presidente Ronald Reagan.